# Krishnagiri (distrikt)
Krishnagiri är ett distrikt i Indien.   Det ligger i delstaten Tamil Nadu, i den södra delen av landet, 1 800 km söder om huvudstaden New Delhi. Antalet invånare är 1 879 809.
Följande samhällen finns i Krishnagiri:
- Hosūr
- Krishnagiri
- Denkanikota
- Kāverippattanam
- Bargūru
- Kelamangalam
- Kunnattūr